# Habitatge al carrer dels Forns, 17 (Llívia)
L'habitatge al carrer Forns, 17 és una obra de Llívia (Baixa Cerdanya) inclosa a l'Inventari del Patrimoni Arquitectònic de Catalunya.

## Descripció
Casa constituïda per planta baixa i un pis. Hi ha un cos central flanquejat per dos laterals. Al primer pis hi ha balcons amb baranes de ferro forjat. El mur és arrebossat. Hi ha un ràfec de coronació de forma ondulada, al igual que les llindes i brancals que també presenten una forma ondulada. A cada planta hi ha cinc obertures, donant certa rellevància a les centrals: a la planta baixa hi ha un gran finestral i al primer pis el balcó central és el més important dels tres. La porta d'entrada està al costat dret del gran finestral.